# 김예슬 (사회운동가)
김예슬(1986년 서울특별시 ~ )은 대한민국의 사회운동가이다. 2010년 고려대학교 경영학과 재학 중 “오늘 나는 대학을 그만둔다, 아니 거부한다”라는 제목의 대자보를 붙이고 자퇴를 선언했다. 한국 최초의 ‘대학 거부 선언’으로, MBC 9시뉴스, KBS2 9시뉴스, 신문, 포털 1면 등에 오르며 뜨거운 논쟁과 강력한 울림을 일으켰다. 그 후 언론 및 정치 참여 제안을 거절하고 비영리단체 <나눔문화> 사무처장으로 일하며 국내외 고통받는 이웃을 위한 현장 활동과 대안 삶의 문화 운동에 주력해왔다. 출판 편집 및 전시 기획을 꾸준히 하고 있으며, 본인 저서로는 『김예슬 선언-오늘 나는 대학을 그만둔다, 아니 거부한다』(2010), 『촛불혁명』(2017)이 있다.

## 2010 한국 최초의 대학 거부 선언

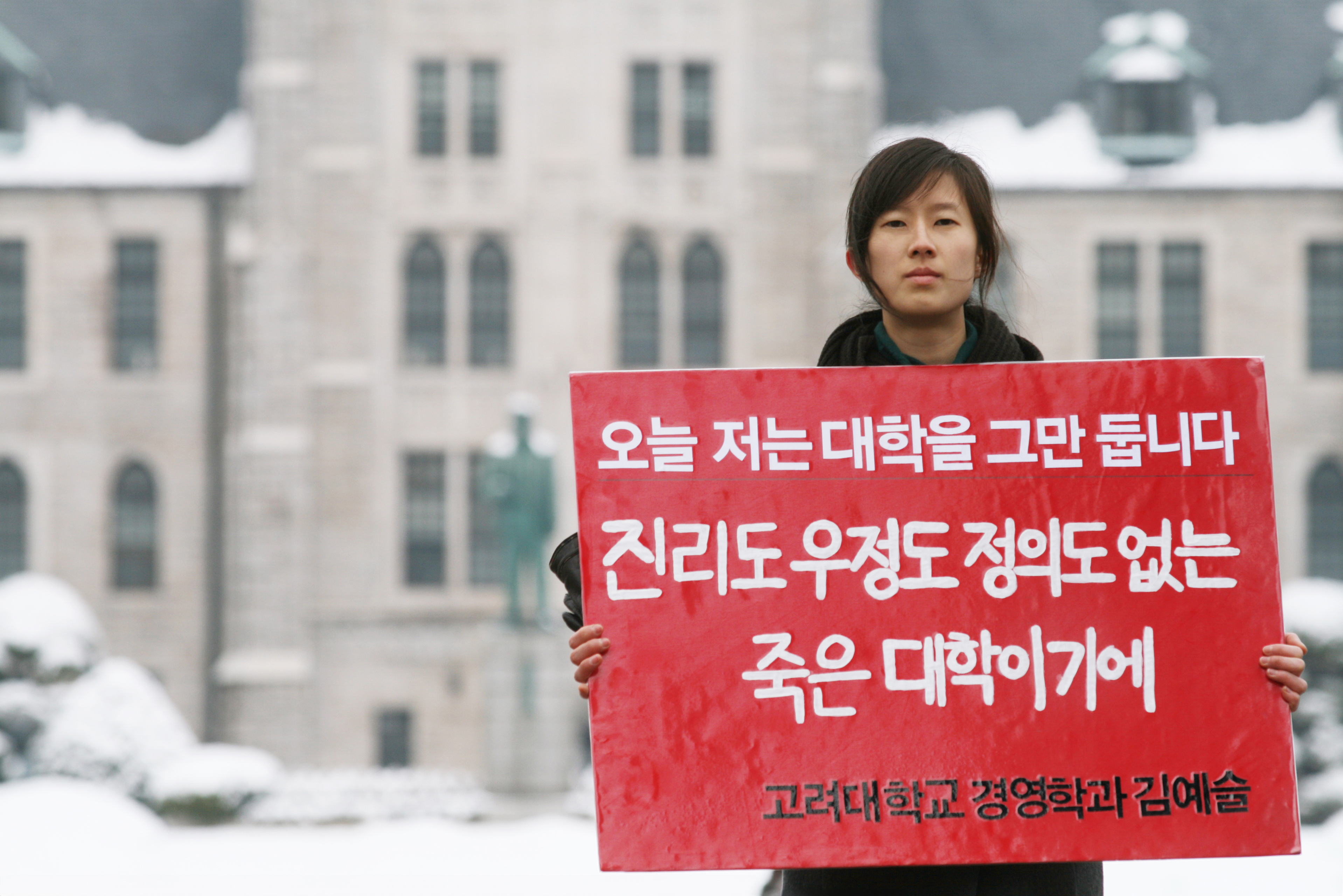
2010년 고려대학교 정문 앞 1인 시위

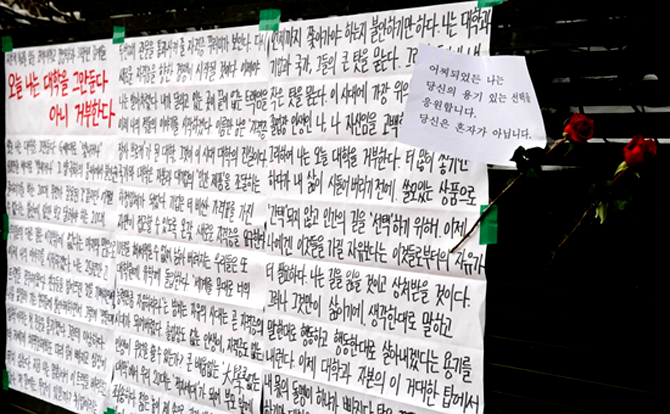
대학거부 대자보에 누군가 붙여놓았던 응원의 메시지와 장미꽃

2010년 3월 10일 서울 안암동 고려대 교정에 ‘오늘 나는 대학을 그만둔다, 아니 거부한다’라는 대자보를 붙이고 정문에서 1인 시위를 했다. 이 ‘자퇴 선언’은 한국 사회에 파문을 몰고 왔다. 학생들은 물론 대학 교수, 교육 전문가들의 뜨거운 찬반 논쟁을 불러 일으켰다. 이때부터 ‘대학 문제’가 사회적 의제로서 다뤄지기 시작했으며, 2000년대 첫 10년간 우리 사회를 지배한 ‘자기계발주의’ 문화에 균열의 조짐을 만들었다고 평가된다.
대자보 전문
오늘 나는 대학을 그만 둔다. 아니, 거부한다! G세대로 ‘빛나거나’ 88만원 세대로 ‘빚내거나’, 그 양극화의 틈새에서 불안한 줄타기를 하는 20대. 그저 무언가 잘못된 것 같지만 어쩔 수 없다는 불안과 좌절감에 앞만 보고 달려야 하는 20대. 그 20대의 한 가운데에서 다른 길은 이것밖에 없다는 마지막 남은 믿음으로.
이제 나의 이야기를 시작하겠다. 이것은 나의 이야기이지만 나만의 이야기는 아닐 것이다. 나는 25년 동안 경주마처럼 길고 긴 트랙을 질주해왔다. 우수한 경주마로, 함께 트랙을 질주하는 무수한 친구들을 제치고 넘어뜨린 것을 기뻐하면서. 나를 앞질러 달려가는 친구들 때문에 불안해하면서. 그렇게 소위 ‘명문대 입학’이라는 첫 관문을 통과했다. 그런데 이상하다. 더 거세게 나를 채찍질해봐도 다리 힘이 빠지고 심장이 뛰지 않는다.
지금 나는 멈춰 서서 이 경주 트랙을 바라보고 있다. 저 끝에는 무엇이 있을까? ‘취업’이라는 두 번째 관문을 통과시켜 줄 자격증 꾸러미가 보인다. 너의 자격증 앞에 나의 자격증이 우월하고 또 다른 너의 자격증 앞에 나의 자격증이 무력하고, 그리하여 새로운 자격증을 향한 경쟁 질주가 다시 시작될 것이다. 이제서야 나는 알아차렸다. 내가 달리고 있는 곳이 끝이 없는 트랙임을. 앞서 간다 해도 영원히 초원으로는 도달할 수 없는 트랙임을.
이제 나의 적들의 이야기를 시작하겠다. 이 또한 나의 적이지만 나만의 적은 아닐 것이다. 이름만 남은 ‘자격증 장사 브로커’가 된 대학, 그것이 이 시대 대학의 진실임을 마주하고 있다. 대학은 글로벌 자본과 대기업에 가장 효율적으로 ‘부품’을 공급하는 하청업체가 되어 내 이마에 바코드를 새긴다.
국가는 다시 대학의 하청업체가 되어, 의무교육이라는 이름으로 12년간 규격화된 인간제품을 만들어 올려 보낸다. 기업은 더 비싼 가격표를 가진 자만이 피라미드 위쪽에 접근할 수 있도록 온갖 새로운 자격증을 요구한다. 이 변화 빠른 시대에 10년을 채 써먹을 수 없어 낡아 버려지는 우리들은 또 대학원에, 유학에, 전문과정에 돌입한다. 고비용 저수익의 악순환은 영영 끝나지 않는다. ‘세계를 무대로 너의 능력만큼 자유하리라’는 세계화, 민주화, 개인화의 넘치는 자유의 시대는 곧 자격증의 시대가 되어버렸다. 졸업장도 없는 인생이 무엇을 할 수 있는가? 자격증도 없는 인생이 무엇을 할 수 있는가? 학습된 두려움과 불안은 다시 우리를 그 앞에 무릎 꿇린다.
생각할 틈도, 돌아볼 틈도 주지 않겠다는 듯이 또 다른 거짓 희망이 날아든다. 교육이 문제다, 대학이 문제다라고 말하는 생각 있는 이들조차 우리에게 이렇게 말한다. “성공해서 세상을 바꾸는 '룰러'가 되어라”, “네가 하고 싶은 것을 해. 나는 너를 응원한다”, “너희의 권리를 주장해. 짱돌이라도 들고 나서!” 그리고 칼날처럼 덧붙여지는 한 줄, “그래도 대학은 나와야지”. 그 결과가 무엇인지는 모두가 알고 있으면서도.
큰 배움도 큰 물음도 없는 ‘대학大學’없는 대학에서, 나는 누구인지, 왜 사는지, 무엇이 진리인지 물을 수 없었다. 우정도 낭만도 사제간의 믿음도 찾을 수 없었다. 가장 순수한 시절 불의에 대한 저항도 꿈꿀 수 없었다. 아니, 이런 건 잊은 지 오래여도 좋다. 그런데 이 모두를 포기하고 바쳐 돌아온 결과는 정말 무엇이었는가. 우리들 20대는 끝없는 투자 대비 수익이 나오지 않는 ‘적자세대’가 되어 부모 앞에 죄송하다.
젊은 놈이 제 손으로 자기 밥을 벌지 못해 무력하다. 스무 살이 되어서도 내가 뭘 하고 싶은지 모르고 꿈을 찾는 게 꿈이어서 억울하다. 이대로 언제까지 쫓아가야 하는지 불안하기만 우리 젊음이 서글프다.
나는 대학과 기업과 국가, 그리고 대학에서 답을 찾으라는 그들의 큰 탓을 묻는다. 깊은 분노로. 그러나 동시에 그들의 유지자가 되었던 내 작은 탓을 묻는다. 깊은 슬픔으로. ‘공부만 잘하면’ 모든 것을 용서받고, 경쟁에서 이기는 능력만을 키우며 나를 값비싼 상품으로 가공해온 내가 체제를 떠받치고 있었음을 고백할 수 밖에 없다. 이 시대에 가장 위악한 것 중에 하나가 졸업장 인생인 나, 나 자신임을 고백할 수밖에 없다.
그리하여 오늘 나는 대학을 그만둔다. 아니, 거부한다. 더 많이 쌓기만 하다가 내 삶이 한번 다 꽃피지도 못하고 시들어 버리기 전에. 쓸모 있는 상품으로 ‘간택’되지 않고 쓸모 없는 인간의 길을 ‘선택’하기 위해. 이제 나에게는 이것들을 가질 자유보다는 이것들로부터의 자유가 더 필요하다. 자유의 대가로 나는 길을 잃을 것이고 도전에 부딪힐 것이고 상처 받을 것이다. 그러나 그것만이 삶이기에, 삶의 목적인 삶 그 자체를 지금 바로 살기 위해 나는 탈주하고 저항하련다. 생각한 대로 말하고, 말한 대로 행동하고, 행동한 대로 살아내겠다는 용기를 내련다.
학비 마련을 위해 고된 노동을 하고 계신 부모님이 눈 앞을 가린다. ‘죄송합니다, 이 때를 잃어버리면 평생 나를 찾지 못하고 살 것만 같습니다.’ 많은 말들을 눈물로 삼키며 봄이 오는 하늘을 향해 깊고 크게 숨을 쉰다.
이제 대학과 자본의 이 거대한 탑에서 내 몫의 돌멩이 하나가 빠진다. 탑은 끄덕 없을 것이다. 그러나 작지만 균열은 시작되었다. 동시에 대학을 버리고 진정한 大學生의 첫발을 내딛는 한 인간이 태어난다. 이제 내가 거부한 것들과의 다음 싸움을 앞에 두고 나는 말한다. 그래, “누가 더 강한지는 두고 볼 일이다”.
2010년 3월 10일 김예슬

고려대학교 경영학과를 자퇴하며

### 반응
김예슬 선언을 지지하는 움직임이 온·오프라인에서 활발하게 전개되었는데, 대자보가 붙었던 고려대 정경대학 담벼락에는 약 10여 개의 지지 대자보가 연달아 붙었으며, 응원을 위한 문화제가 열리고, 대학의 기업화를 20대의 눈으로 되짚는 ‘김예슬 선언 그 이후’ 토론회가 열렸다. 서울대, 연세대 중앙대 등에서 자퇴하는 대학생들과 입시 자체를 거부하는 고등학생들도 있었다. '김예슬 선언'이라는 온라인 카페가 만들어져 지지의 글이 연이어 올라왔다.
“김예슬 선언은 6월항쟁 이후의 작은 혁명” - 이기호 한신대 교수
“자본이 제안하는 객관식 자유 앞에서 그녀는 다른 차원의 자유를 말했다.”
“그는 이렇게 시대의 아방가르드가 되었다.” – 우석훈 경제학자
“김예슬은 “쓸모있는 상품으로 ‘간택’되지 않는 인간의 길을 ‘선택’하기 위해 길을 잃는다”는 강렬하고 아름다운 인간 선언의 주체로 남았다.”
“나는 (…) '마침내 올 것이 왔다'고 느꼈다. 사실, 김씨가 말하기 이전에도 많은 대학생들이나 양심적인 교수들은 그런 사실을 알고 있었다. '고양이 목에 누가 방울을 걸 것인가?'하는 물음처럼, 다 아는 사실이지만 막상 이 '불편한 진실'을 누가 까발리고 누가 먼저 나서 대안적 실천을 할 것인가, 하는 부분에서는 모두들 마음속으로만 앓고 있었던 게 아닌가.” 강수돌 고려대 교수
“김예슬의 ‘자퇴 선언’을 한 학생이 읽어가자 일순 강의실이 술렁이기 시작했다. 어디선가 잔기침 소리가 잦아졌고, 여기저기서 나직이 울먹이는 소리가 들려왔다. 낭독 후 자신의 느낌을 말하던 여학생이 기어이 울음을 터뜨리자 학생들의 눈가에 눈물이 번져갔다. 예상치 못한 일이었다. 저 쾌활해 보이는 학생들의 마음속에 저런 응어리가 맺혀 있었다니. 처음으로 학생들의 심연을 들여다본 느낌이었다. 내 안에서도 뜨거운 무언가가 울컥 치밀었다. 아버지 세대로서, 선생으로서 부끄러웠다.” 김누리 중앙대 교수
“대학의 존재 이유는 무엇일까? 대학의 존재와 가치에 대한 진지한 질문은 대학교수가 아니라 대학생으로부터 나왔다. 2010년 당시 고려대 학생이었던 김예슬은 대학을 그만둔다는 '대학 거부 선언'을 했다. 김예슬은 "대학은 글로벌자본과 대기업에 가장 효율적으로 부품을 공급하는 하청업체가 되어 내 이마에 바코드를 새긴다"라고 자퇴의 이유를 설명했다. 당시 김예슬의 선언을 젊은이의 치기로 생각한 사람이 많았지만, 이후 악화된 대학의 황폐화를 생각한다면 학문공동체에 대한 섬세한 윤리적 감각을 가졌던 거의 유일한 사람이었던 것이다.” 김창훈 민족미래연구소 연구실장

### 책 출간 및 인터뷰
2010년 4월, 대자보에 담지 못한 고민을 담아낸 책 『김예슬 선언-오늘 나는 대학을 그만둔다, 아니 거부한다』(2010)를 출간했다]. 2010년 베스트셀러이며 이후 청춘들이 자신들의 현실과 세상에 대한 생각을 담은 책들이 이어졌다.
- CBS ‘김현정의 뉴스쇼’[24]

- 경향신문[25]

### 대자보 문화의 부활
1980년대 학생운동 문화였던 대자보 문화가 2010년 ‘김예슬 선언’을 통해 계승되며 사회 문제에 대한 대학생들의 의견 표출 수단으로 자리 잡았다. ‘김예슬 선언’ 대자보가 고려대 정경대에 붙은지 2주 만에 국민대·서울대·연세대·이화여대 등에서도 기업화된 대학을 비판하는 15건의 대자보가 붙었으며, 2013년 철도 민영화에 반대하는 대자보 ‘안녕들하십니까’로 이어졌다. 2015년에는 한국사 교과서 국정화 반대하는 대자보가 전국 69개 대학에 붙었으며, 2016년 최순실 게이트 당시에도 전국 주요 대학에서 대자보를 통한 시국선언과 정권 비판의 목소리가 울려 퍼졌다.

## 2005(나눔문화 활동)

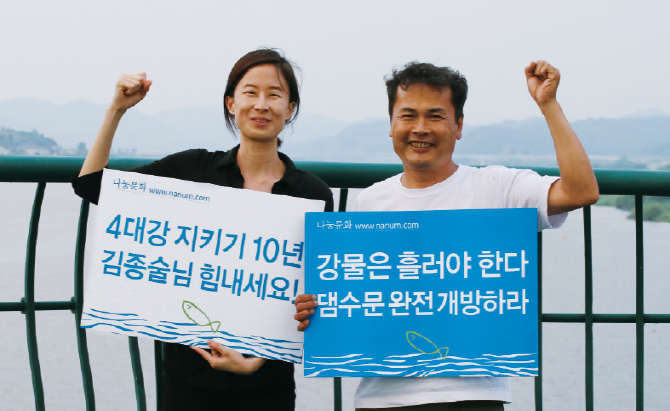
4대강 토건사업 반대

강의와 인터뷰 요청, 정치권 등의 제안이 많았으나 책에 쓴 것처럼 “말한 대로 행동하고 행동한 대로 살아가겠다”며 비영리사회단체 나눔문화 사무처장으로 활동하고 있다. 김예슬은 대학거부선언을 하기 이전인 2005년부터 나눔문화의 대학생 모임인 ‘대학생나눔문화’에 참여하며 이명박 정부의 4대강 토건사업 반대, 세월호 진상규명, 팔레스타인 평화 운동 등 국내외 어려운 현장에서 함께 해왔다.

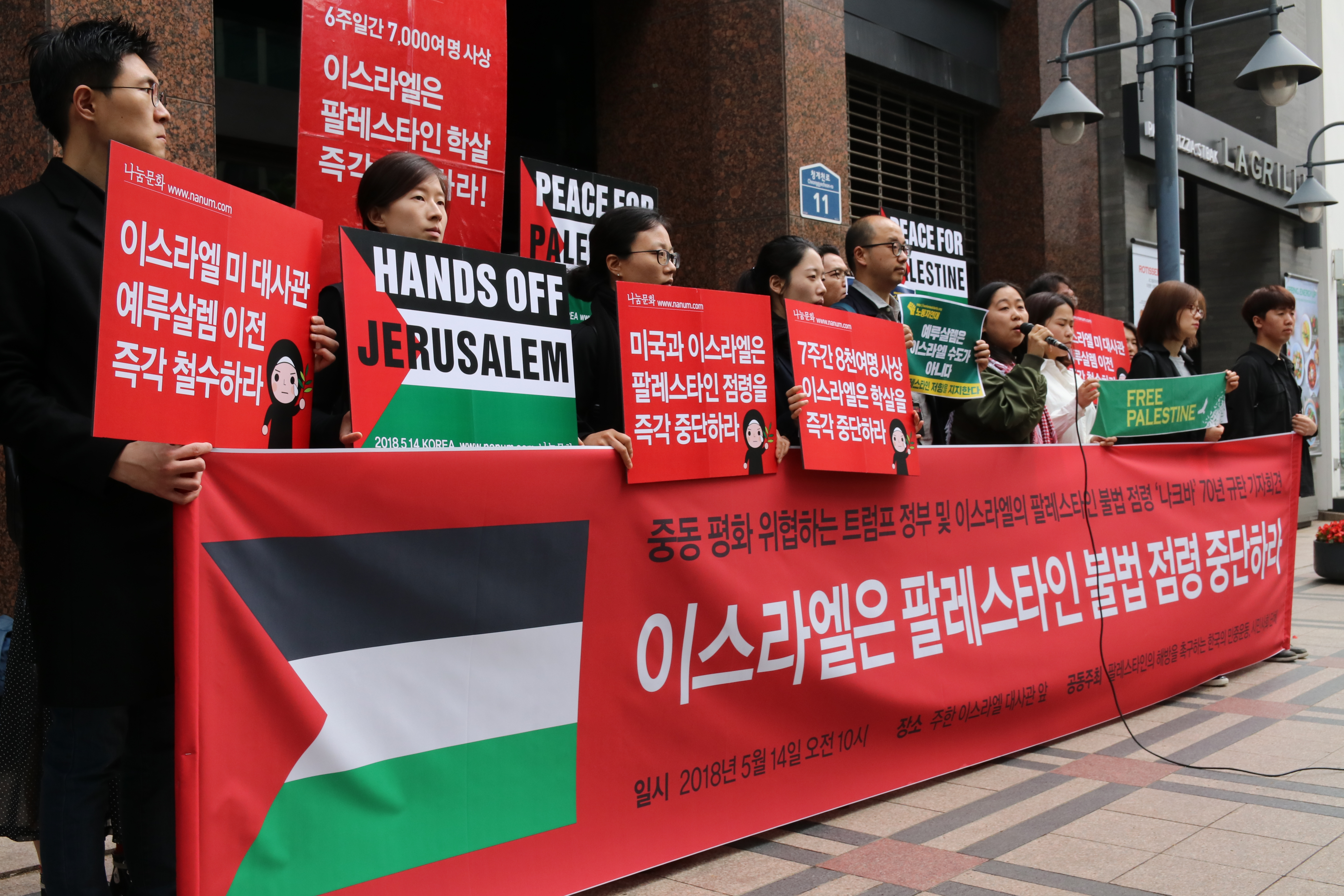
팔레스타인 평화 운동

2010년부터 박노해 시인의 사진전 <라 광야>展과 <나 거기에 그들처럼>展, 2014년 <다른 길>展을 비롯하여 '라 카페 갤러리' 전시 기획을 맡아 진행하고 있다. (2024년 11월 현재 <다른 오늘> 전시중)
에디터로서 책임편집을 맡은 주요 도서로 박노해 시집 『너의 하늘을 보아』 『그러니 그대 사라지지 말아라』, 에세이 『눈물꽃소년』 『걷는 독서』, 사진에세이 『하루』 『단순하게 단단하게 단아하게』 『길』 『내 작은 방』 『아이들은 놀라워라』 『올리브나무 아래』 『다른 길』, 시 그림책 『푸른 빛의 소녀가』를 비롯하여 건축가 승효상의 『빈자의 미학』, 이반 일리치의 『과거의 거울에 비추어』, E.F.슈마허의 『굿 워크』, 스티븐 M.그리어 박사의 『우주 비밀 파일』, 아미쉬 공동체 스콧 새비지의 『그들이 사는 마을』 등 다수가 있다.

## (촛불혁명)
2017년 10월 [박근혜 탄핵시위] 현장에 23주 동안 빠짐없이 나가 시민들의 힘으로 정권 교체를 이룬 과정을 기록한 책 『촛불혁명 ― 2016 겨울 그리고 2017 봄, 빛으로 쓴 역사』를 출간했다. 
“촛불의 아이들이 이 혁명의 기억과 함께 자라나갈 수 있는 책, 이 아래로는 결코 물러서지 않고 이걸 딛고 나아갈 반석과 같은 책, 그런 바람을 담아 이 책을 지었습니다.” 

### 인터뷰
- 경향신문[34]
- 한겨레신문[35]
- 중앙SUNDAY[36]

### 일본 출간
2020년 1월 『촛불혁명 』의 일본어판 『キャンドル革命』이 번역 출간되었다. 일본어판을 펴낸 중견 출판사 ‘커먼즈’의 오에 다다아키 대표는 발간사에서 “한국 인구의 3분의 1인 1700만명이 참가한 촛불혁명은 박근혜 전 대통령을 탄핵하고 새로운 정권을 세워 세계에 큰 감동을 주었다. 일본의 정치를 바꾸기 위해 우리가 배워야 할 것이 무엇인지, 촛불혁명의 궤적을 정성껏 다듬어 전하고자 했다”고 밝혔다.
“기억은 기록으로 역사가 됩니다. 불의한 권력자들이 가장 두려워하는 두 가지는 살아있는 시민들의 항쟁, 그리고 그걸 기록한 한 권의 책이라고 믿습니다. 홍콩, 미국, 프랑스, 칠레, 수단, 레바논 등 세계 각지에서 위기에 처한 민주주의를 바로잡기 위해 시민들이 나서고 있는 이때, ‘코리아의 촛불혁명’은 많은 영감이 되고 있습니다. 부패한 정권을 바꿔내고자 분노하고 갈망하는 일본 시민들께도, 이 책이 용기와 희망이 되길 바라는 마음입니다.”

― 『촛불혁명』 저자 김예슬, 일본어판 발간에 부쳐

2월 일본 국회에서 '한국 촛불혁명'의 의의를 알리는 연설을 했다. 
아사히신문 기사 ‘한 사람 한 사람이 나라를 움직였다’

“촬영한 사진은 4만 장. 유모차 가족, 교복 입은 고교생, 농민과 종교인 등 1,500여 개 다종다양한 단체들도 연계하면서, 희로애락 있는 그대로의 표정을 보인다. 피사체의 깊은 마음속이 보이는 것 같은 컷 159장을 선정했다.  “시위는 처음 참가한 사람이 많았습니다. 실패할 경우 사회에 다시 불어닥칠 불안도 안고 있었고요. 사진을 찍어도 될지, 이야기를 들려줄지 긴장했습니다만 오히려 반대였습니다"라고 말하는 김예슬 씨. 집회를 거듭할수록 목표는 대통령 파면에서, 그 이후의 새로운 생활로 나아간다. “쌓이고 쌓인 문제는 발밑에서부터 바꿔야죠.” 참가자가 하는 말은 자기 자신에게도 향해져 갔다.”

## 기타
- 2024년 10월 [시사저널]에서 선정한 ‘2024 차세대 리더’ 100인으로 선정되었다[42].